# 田付七太
田付 七太（たつけ しちた、慶應3年9月1日（1867年9月28日） - 昭和6年（1931年）5月31日）は、日本の外交官。駐ブラジル大使、駐オランダ公使、駐チリ公使。

## 経歴
山口県出身。坪井宗一の三男として生まれ、田付景賢の養子となった。養父の景賢は田付景澄の子孫で幕末の軍事奉行。1896年（明治29年）に東京帝国大学法科大学英法科を卒業し、外交官及領事官試験に合格した。領事官補として元山、漢城に、外交官補としてフランスに勤務。フランス公使館三等書記官、同二等書記官、フランス大使館二等書記官、同一等書記官、外務書記官・大臣官房人事課長、ロシア大使館参事官、フランス大使館参事官を歴任した。1917年（大正6年）、駐チリ公使となり、アルゼンチン、ペルー、ボリビア各国の公使も兼任した。1920年（大正9年）、駐オランダ公使に転じ、1923年（大正12年）には駐ブラジル大使に就任した。
1927年（昭和2年）より海外移住組合聯合会理事長を務めた。

## 親族
- 田付景一 - 長男[2]。駐デンマーク大使。
- 田付辰子 - 長女[2]。翻訳家。